# 天匯廣場

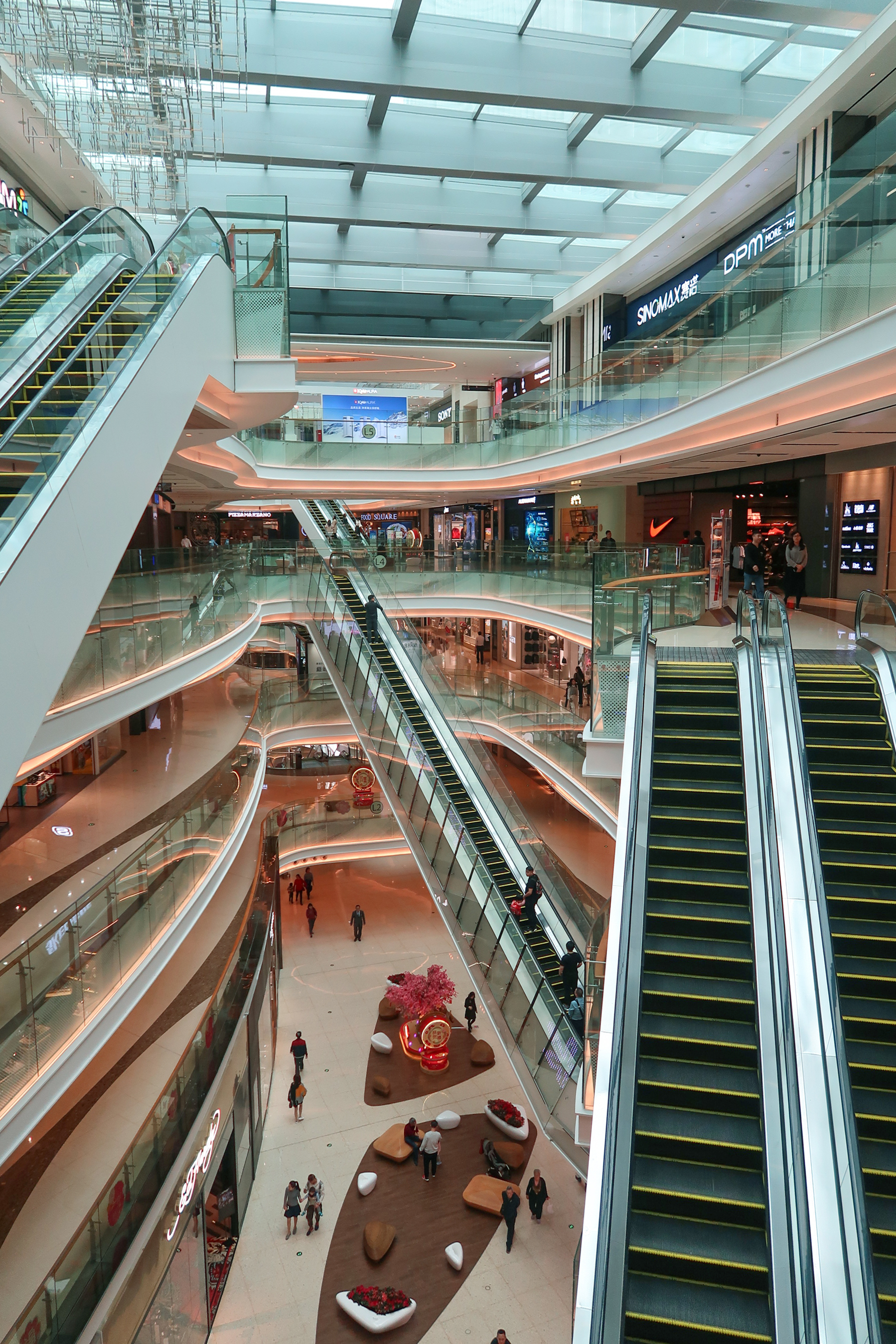
商場中庭

天汇广场（英语：International Grand City，缩写为igc）是一个位于中国广州市天河区兴民路的都会旗舰综合体项目，由新鸿基地产、富力地产及合景泰富地产三大地产开发商共同打造。项目于2016年10月1日开业，整个综合体由一个购物中心、兩座超甲级写字楼、一座超五星级酒店和豪华服务式公寓组成。

## 建築
项目總樓面面積約500萬平方呎，包括大型購物商場IGC、五星級康萊德酒店、優質寫字樓及高級服務式公寓天鑾，由美国著名建筑设计公司Callison及香港著名建筑设计公司AGC担纲设计。商场部分以“江畔钻石”为灵感，钻石般的多面切割图案从商场外立面玻璃幕墙延展至地面，顶层有戶外平台花园，并且项目连接一个占地5,000平方米的城市艺术公园。

## 商場
商场的商业楼面面积逾9.2万平方米，横跨7个楼层，顶楼设有全广州唯一江景复式餐饮和观景平台花园。天汇广场igc汇聚约160个国际精品与时尚潮流品牌，涵盖高端至大众化消费，如Coach、Tory Burch、Hugo Boss、Longchamp、Stella McCartney、Weekend MaxMara、Micheal Kors、Furla、MM6 Maison Margiela、Diesel、Neil Barrett等精品时装，亦有御宝轩、莫尔顿Morton's Grille、尚莲·越泰料理、江南厨子、蓉悦、鼎泰丰等屡获米其林以及黑珍珠星级的著名餐厅。除此之外，还有苹果零售店、百丽宫影城IMAX旗舰店和華潤萬家Olé精品超市等。

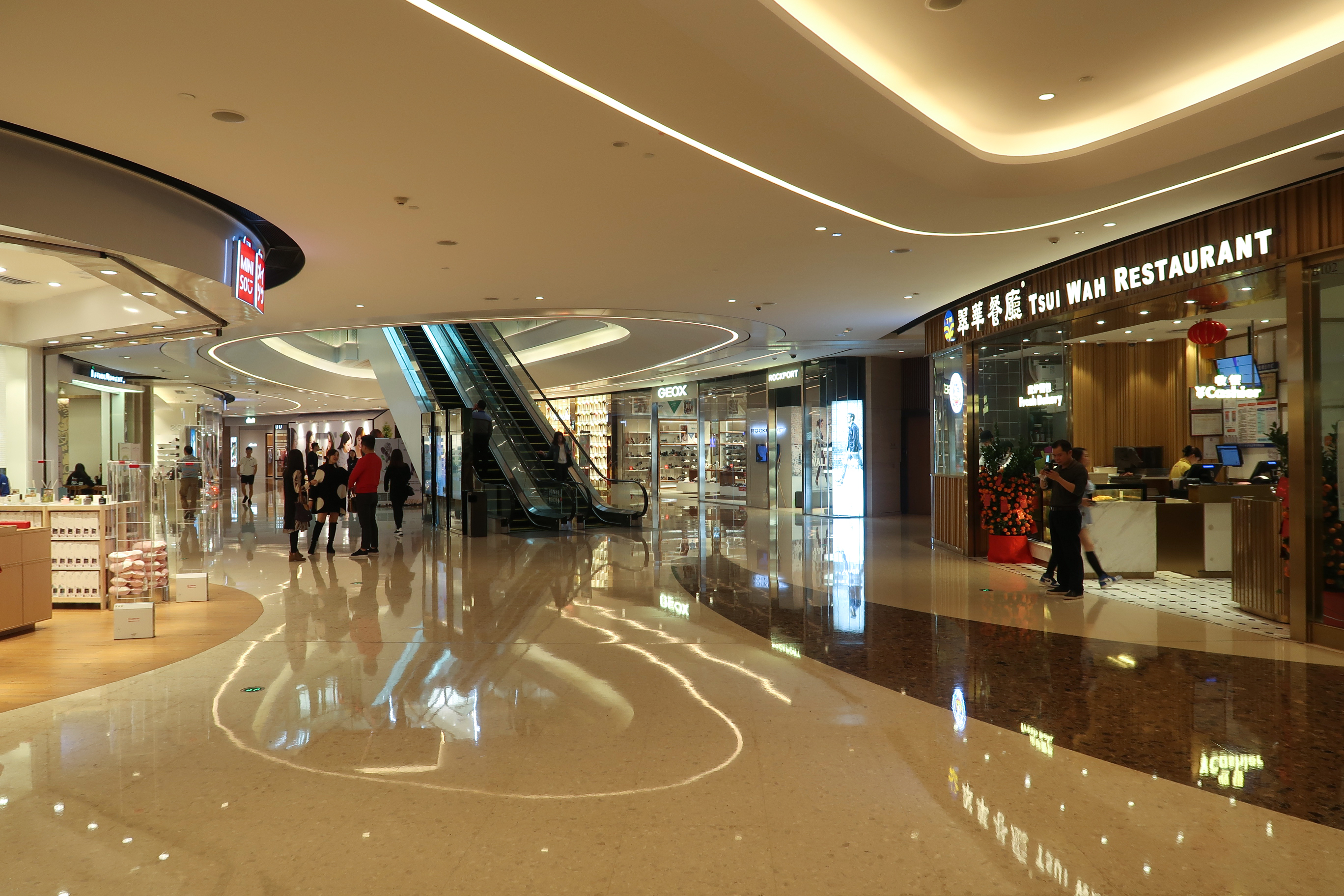
B1層
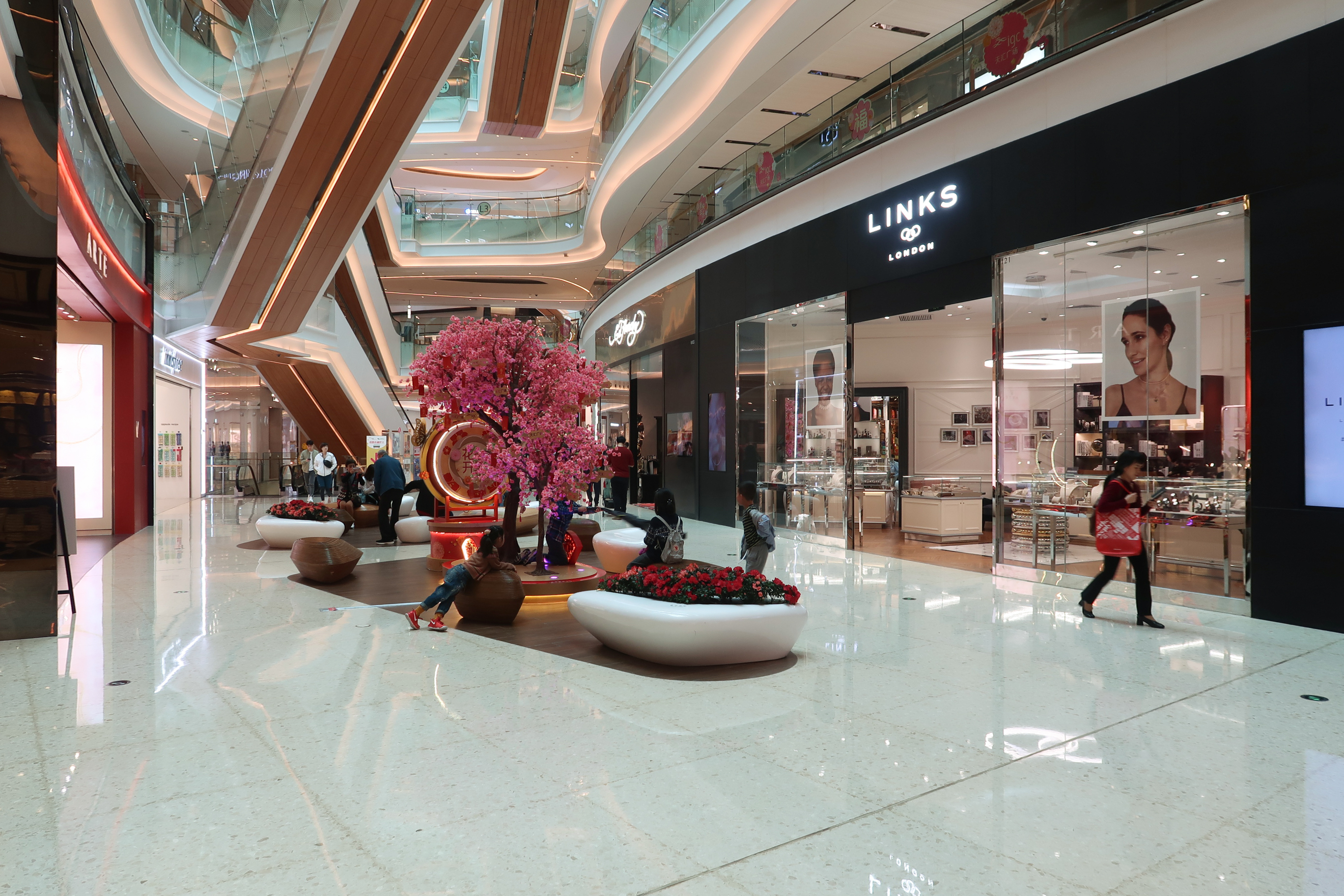
1樓閒座區
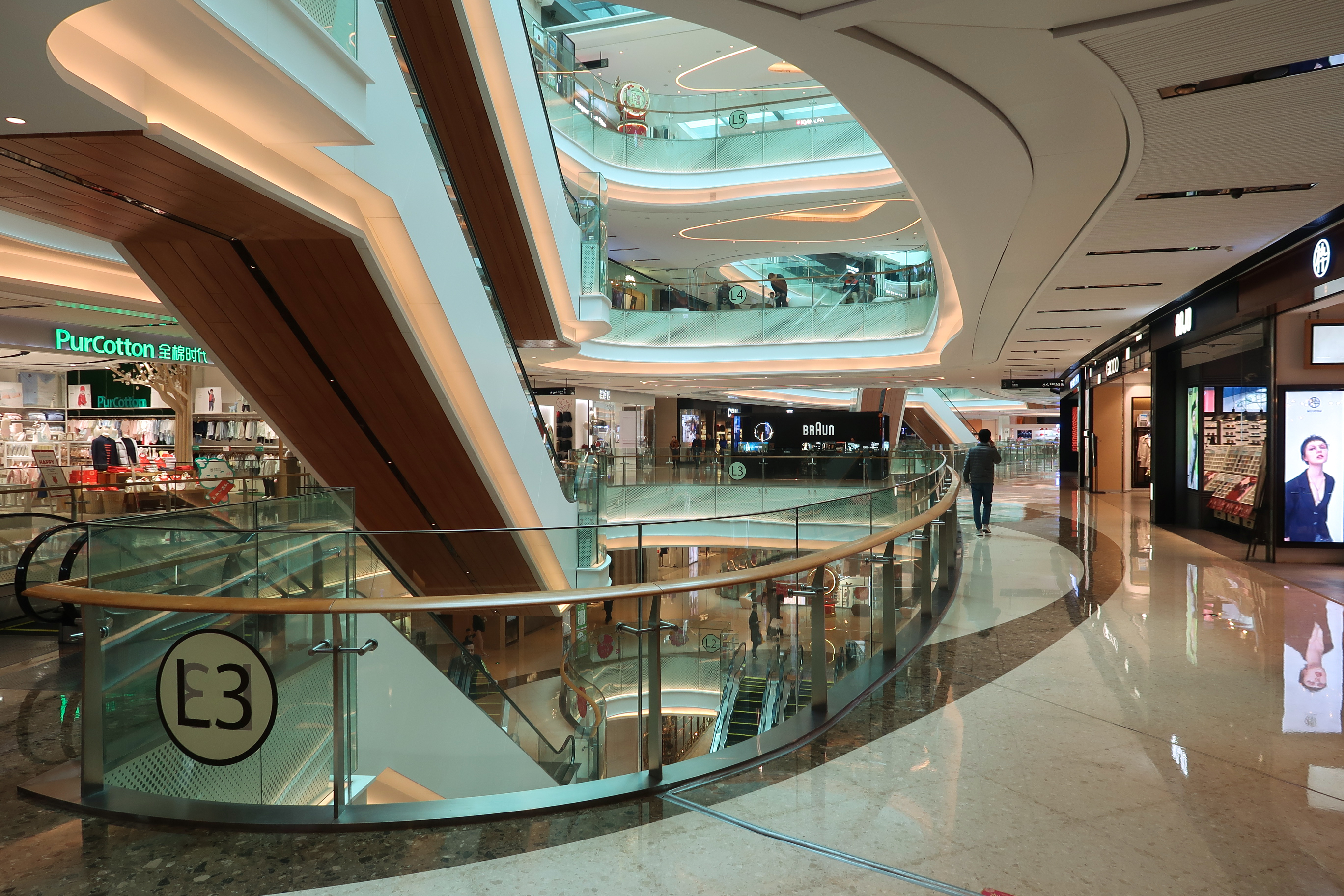
3樓
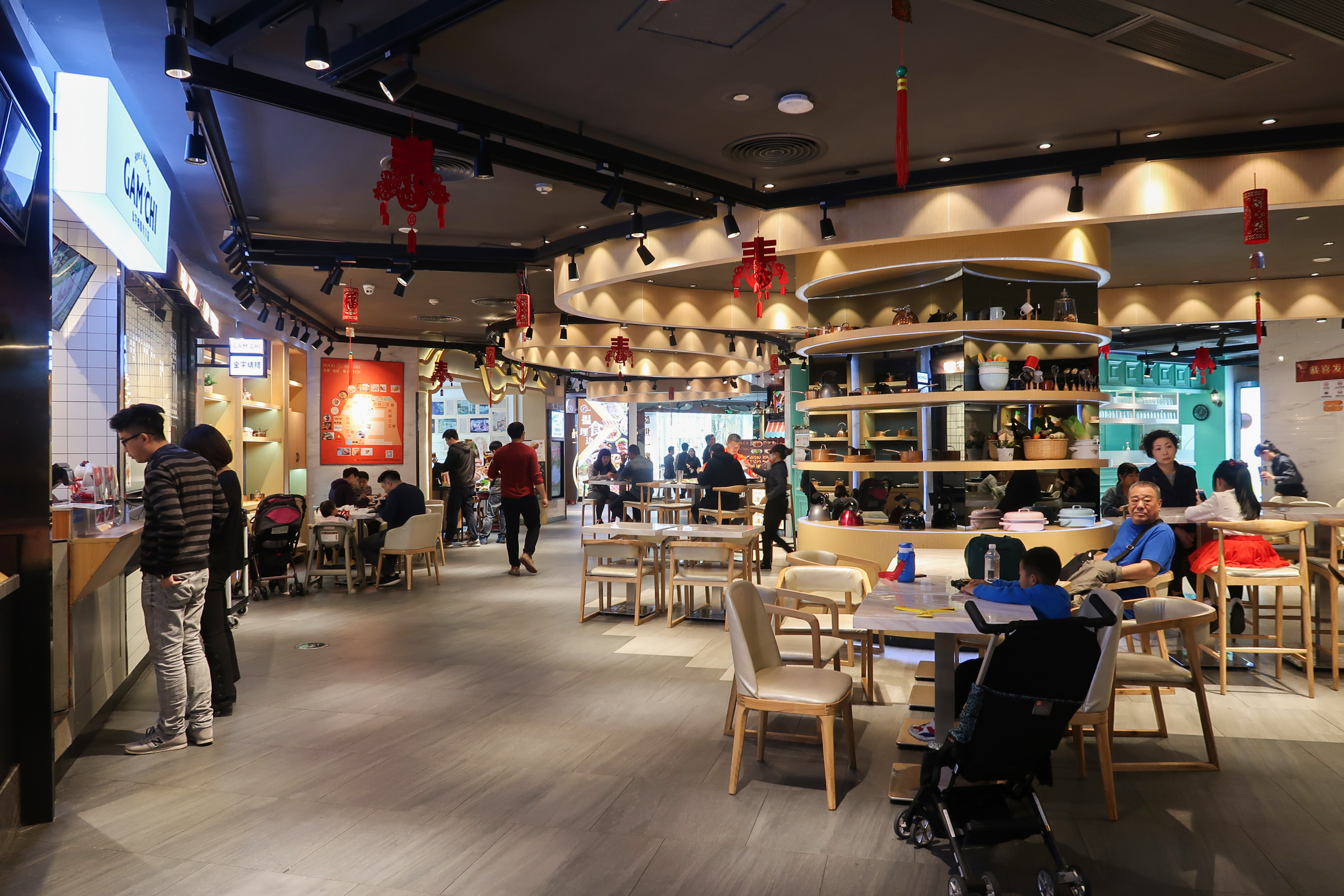
4樓Food Square美食廣場
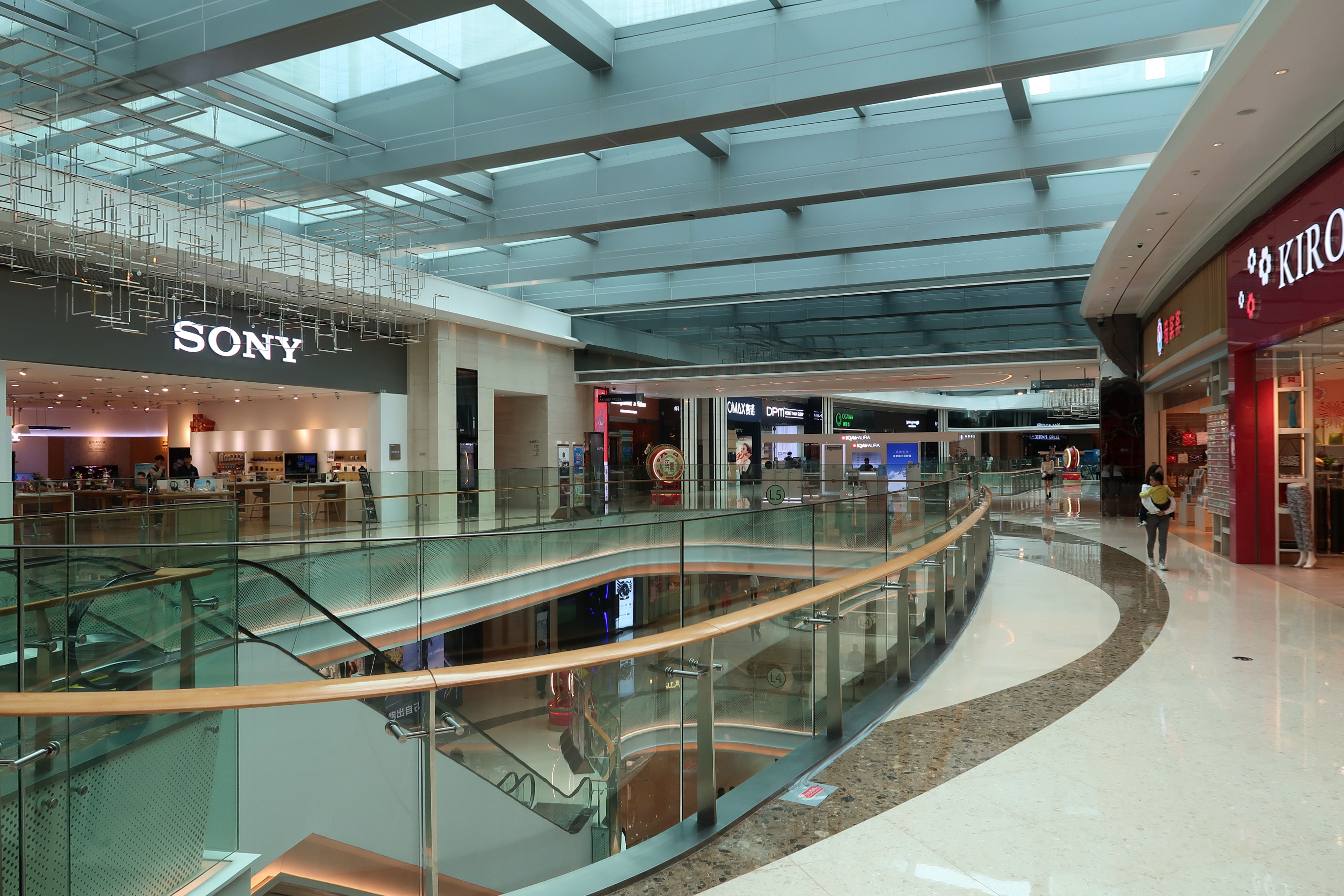
5樓
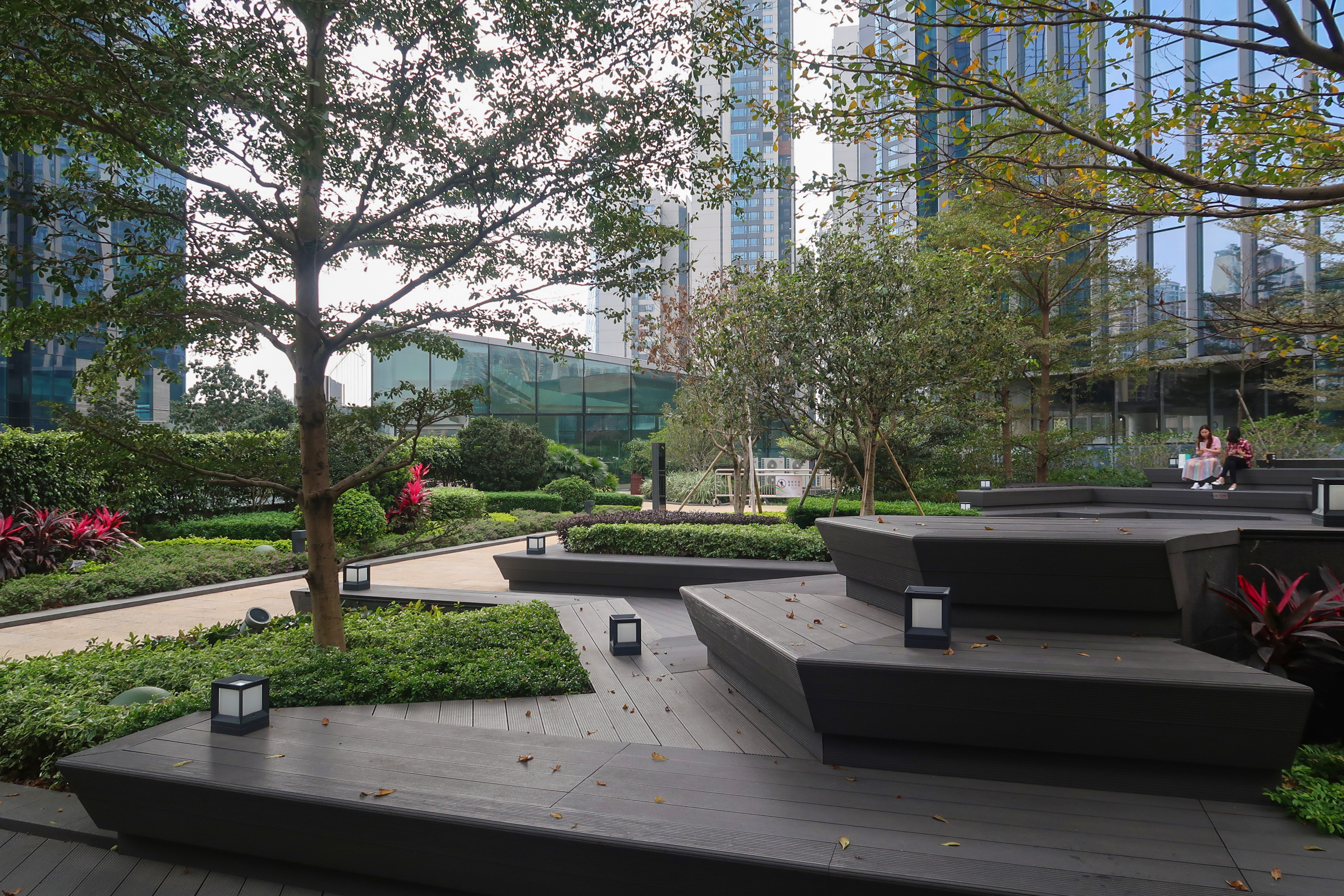
6樓戶外天台花園

## 寫字樓

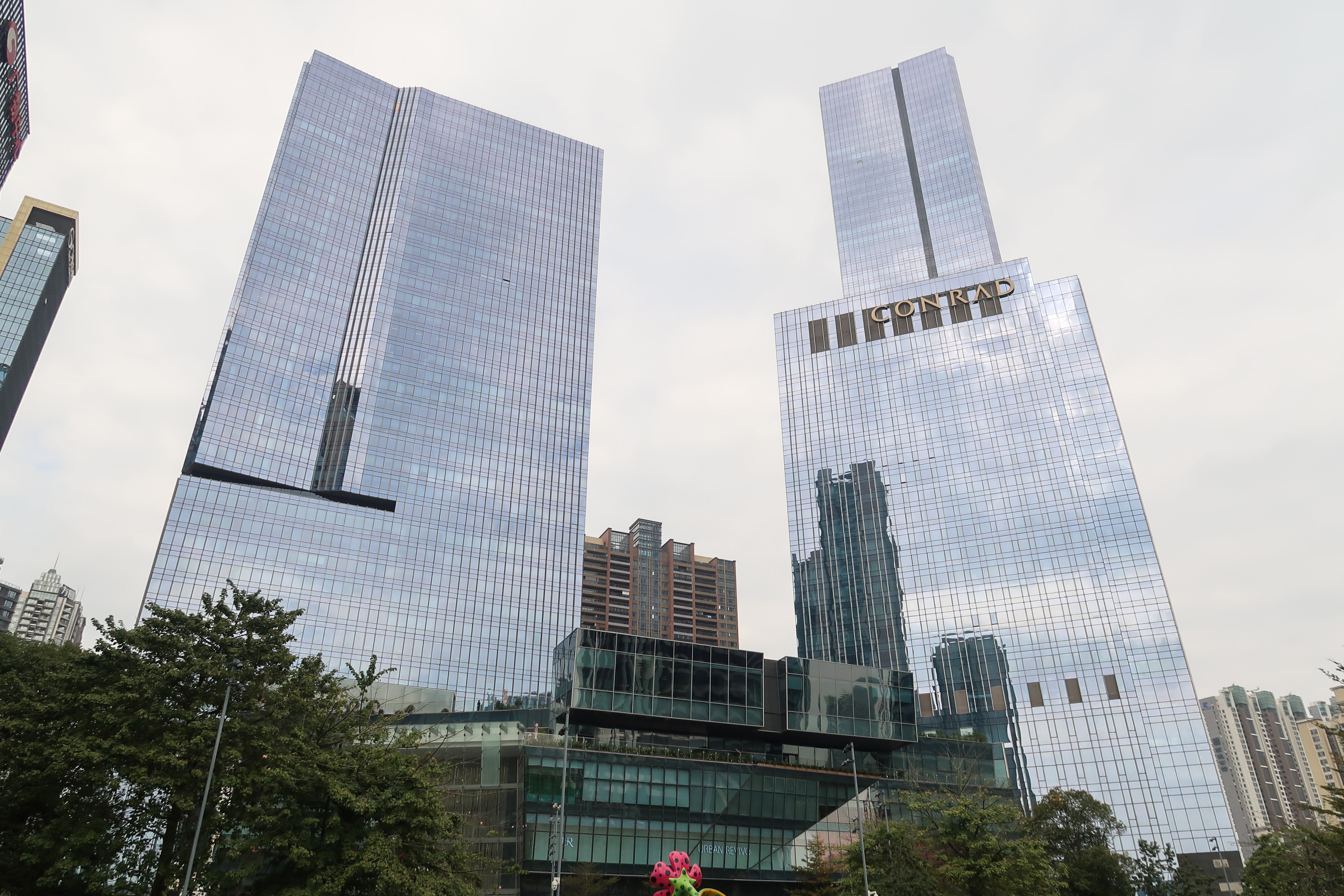
寫字樓（左）和廣州康萊德酒店（右）

项目亦提供有兩幢超甲级寫字樓，分別為39層高的天盈廣場及57層高的天盈廣場東塔，總樓面面積合共約200萬平方呎。

## 酒店
項目設有廣州康萊德酒店，樓高27層，并設有309間客房和套房。酒店内部亦与购物中心天汇广场igc，甲级写字楼天盈广场相连。

## 服务式住宅
高級服務式住宅天鑾，總樓面面積達150萬平方呎，并提供逾500個單位。

## 公共交通

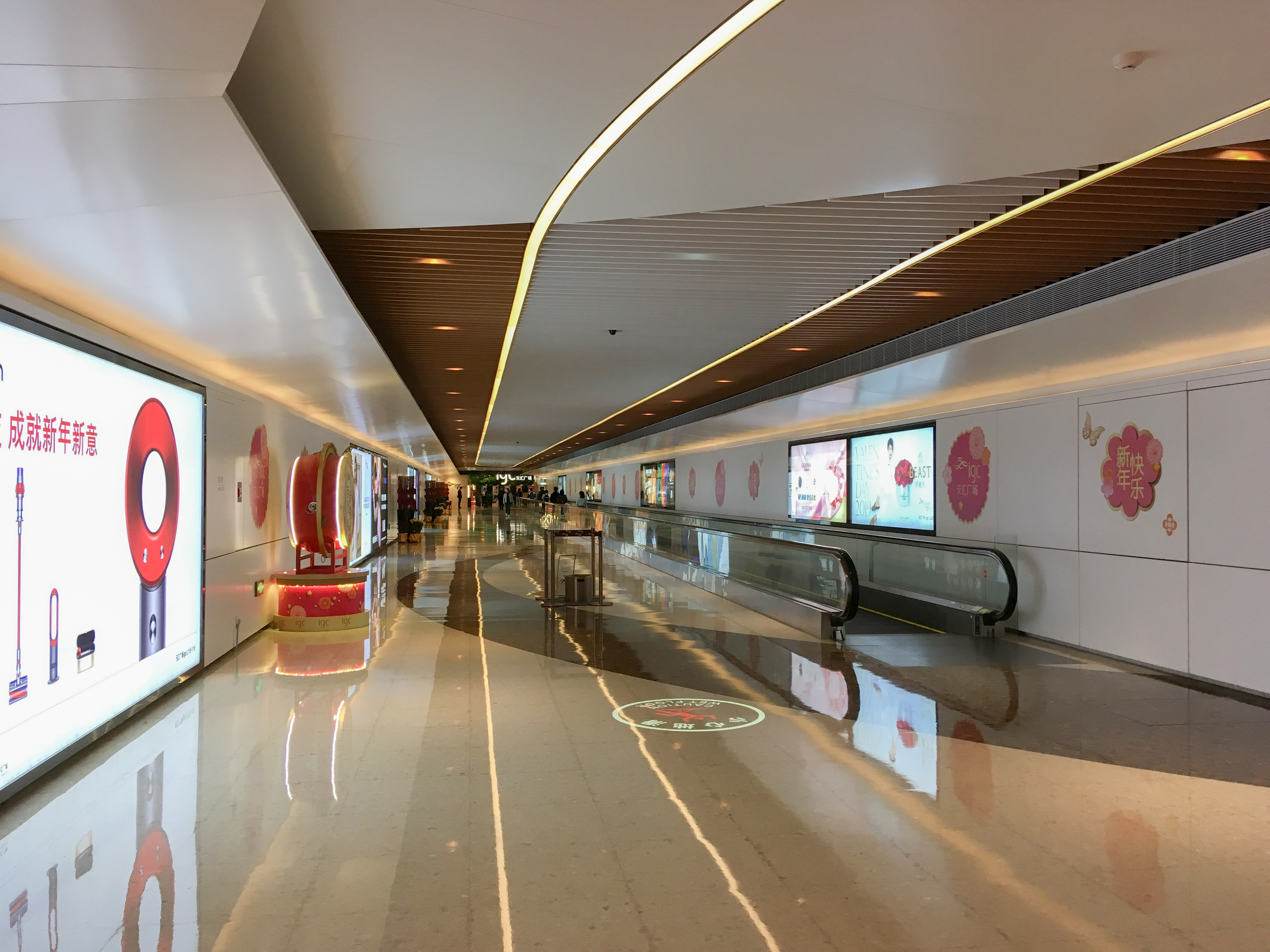
自動行人道連接地鐵猎德站

### 地铁
- 商场B1层設自動行人道与█5号线猎德站相连。

### 公交
- 商场1层设有兴民路公交总站